# Iulia Navalnaia
Iulia Borisovna Navalnaia, născută Abrosimova, (în rusă Юлия Борисовна Навальная, născută Абросимова; n. 24 iulie 1976, Moscova, RSFS Rusă, URSS) este o economistă rusă și văduva liderului opoziției ruse Aleksei Navalnîi. A fost descrisă în surse media drept „Prima Doamnă” a opoziției ruse⁠(d).

## Tinerețe și educație
Numele său la naștere a fost Iulia Borisovna Abrosimova; s-a născut la 24 iulie 1976 la Moscova, Uniunea Sovietică, în familia savantului Boris Aleksandrovici Abrosimov (1952-1996). Mama ei a lucrat la Ministerul Industriei Ușoare. Părinții au divorțat când Navalnaia era în clasa a cincea, iar mama ei s-a recăsătorit cu un angajat al Gosplan-ului. În 2020, jurnalistul Oleg Kașin⁠(d) specula că tatăl lui Navalnaia ar fi Boris Borisovici Abrosimov, un diplomat în viață, care era secretar la Ambasada Rusiei în Marea Britanie⁠(d) și era asociat cu serviciile speciale, iar mătușa ei ar fi Elena Borisovna Abrosimova, unul dintre autorii constituției Federației Ruse. Aleksei Navalnîi a dezmințit aceste declarații publicând certificatul de deces al socrului său, emis în 1996.
Navalnaia a absolvit Facultatea Relații Economice Internaționale a Universității Ruse de Economie Plehanov, iar mai târziu a făcut un stagiu în străinătate ca aspirant.

## Carieră
O perioadă de timp, a lucrat la o bancă din Moscova.

### Implicarea în cariera politică a lui Aleksei Navalnîi

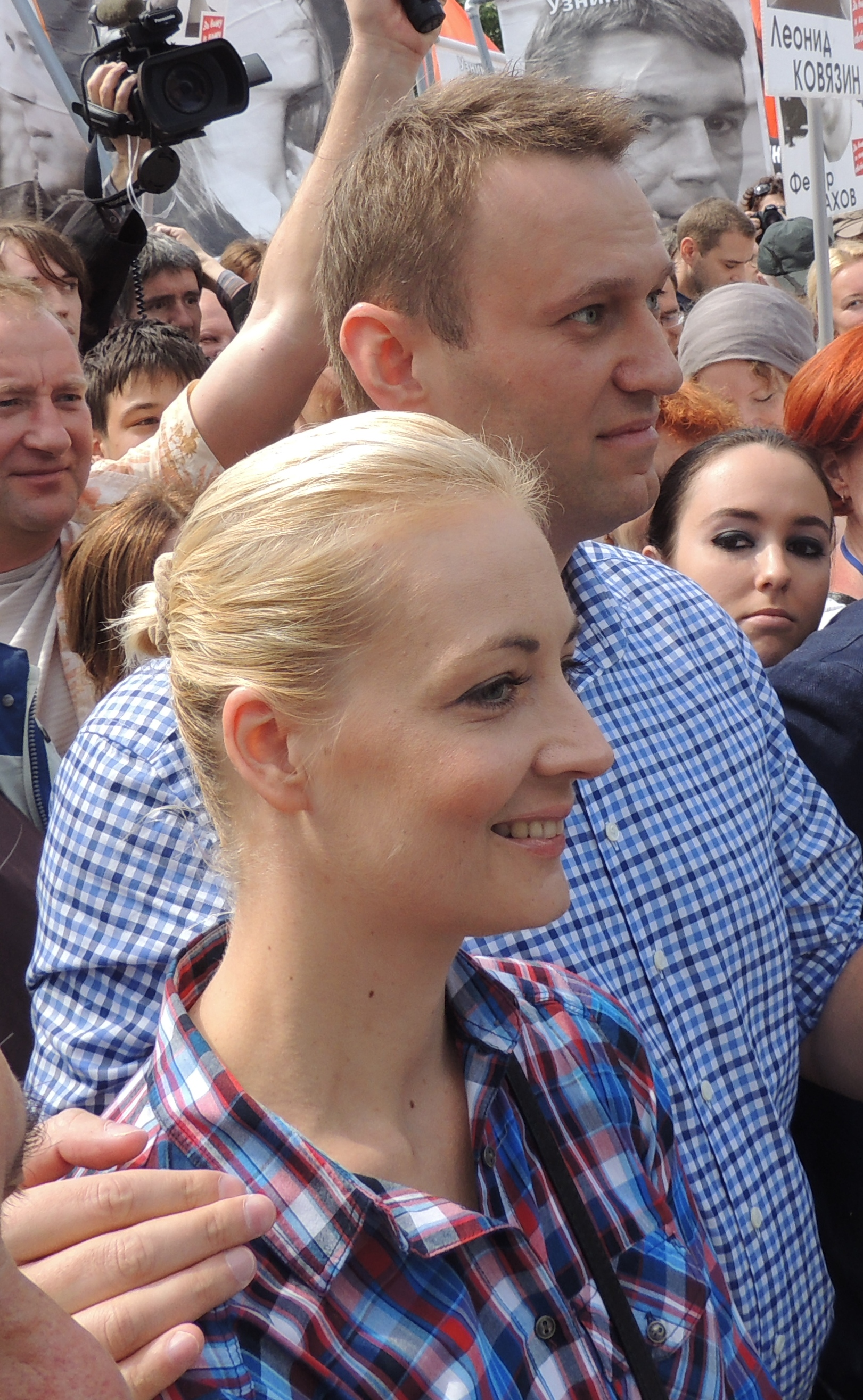
Navalnaia și soțul său la un marș din 12 iunie 2013 la Moscova

După 2007, Aleksei Navalnîi a devenit cunoscut în Rusia ca blogger și politician de opoziție, iar Navalnaia a devenit prima lui secretară și asistentă. Viața familiei a devenit publică, Navalnaia nimerind în centrul atenției ca „prima doamnă a opoziției ruse”. Ea nu a încercat niciodată să se afirme ca o figură independentă: lângă Navalnîi s-a comportat întotdeauna ca o soție și tovarăș devotat, pregătită să lanseze declarații dure și să întreprindă acțiuni decisive în susținerea lui. Ea a luat cuvântul la o serie de mitinguri. L-a numit pe Viktor Zolotov⁠(d) (șeful Gărzii Naționale a Rusiei⁠(d), care în septembrie 2018 îl provocase pe Navalnîi la un „duel”) un „hoț și laș, bandit obraznic”.
Navalnaia a atras atenția publicului internațional în anul 2020, când soțul ei a fost internat de urgență la Omsk în urma unei tentative de otrăvire. Ea a cerut ca lui Navalnîi să-i fie permisă transportarea în Germania pentru tratament și chiar a apelat direct la președintele rus Vladimir Putin. Deși experții germani au confirmat otrăvirea lui Navalnîi, medicul rus Leonid Roșal⁠(d) a declarat că în analizele lui Navalnîi prelevate în Rusia nu a fost găsită nicio substanță otrăvitoare și a sugerat crearea unei echipe ruso-germane în această chestiune. Ca reacție, Navalnaia l-a acuzat că acționează „nu ca un medic, ci ca portavocea statului”. Ea și-a urmat soțul la Berlin și a stat alături de el la spitalul Charité⁠(d); Navalnîi a postat ulterior un mesaj „Iulia, m-ai salvat”. Novaia gazeta⁠(d) și cititorii acesteia au desemnat-o pe Navalnaia drept Eroul anului 2020. În Europa, principalele instituții media i-au urmărit îndeaproape activitatea și au făcut frecvent trimitere la postările sale de pe rețelele de socializare.
În ianuarie 2021, Navalnaia s-a întors în Rusia împreună cu soțul ei. După ce Navalnîi a fost reținut la controlul de frontieră, ea a declarat că arestarea lui, însoțită de închiderea aeroportului Vnukovo, nu a fost altceva decât manifestarea fricii pe care autoritățile ruse o au față de Navalnîi; de asemenea: „Aleksei a spus că nu îi este frică. Nici mie nu mi-e frică. Și vă îndemn pe toți să nu vă fie frică.” Mai târziu, Navalnaia i-a acuzat pe siloviki⁠(d) (angajații structurilor de forță din Rusia) de „persecutare a ei ca soție a unui inamic al poporului”. Ea a scris pe Instagram: „Anul ’37 a venit fără să observăm”. La 21 ianuarie, Navalnaia a anunțat că va participa la protestele din 2021 pentru a cere eliberarea soțului ei. La 23 ianuarie, ea a fost reținută de poliție, dar eliberată în aceeași seară.

## Viață personală
Iulia Navalnaia a făcut cunoștință cu Aleksei Navalnîi, pe atunci un avocat moscovit, în vara anului 1998, în timp ce se aflau în vacanță în Turcia. În 2000 cei doi s-au căsătorit. Ea a născut o fiică Daria (n. 2001) și un fiu Zahar (n. 2008). I-a ajutat pe socri în afacerea lor artizanală. După 2007, Navalnaia nu a fost angajată oficial nicăieri, fiind, conform propriilor relatări, „șefa pe problemele cotidiene și creșterea copiilor”. În 2000, soții Navalnîi s-au alăturat partidului Iabloko, pe care ea l-a părăsit în mai 2011.
La 16 februarie 2024, serviciul penitenciar rus a anunțat că Navalnîi a murit în închisoarea din Iamalia-Neneția, după ce a făcut o plimbare în acea dimineață, la sfârșitul căreia s-a simțit rău. Navalnaia, care se afla la Conferința de Securitate de la München⁠(d), a declarat că nu este sigură dacă informațiile sunt adevărate, dar a comentat că dacă soțul ei chiar a murit, atunci Putin și aliații săi „vor fi deferiți justiției”.

### Posibil viitor politic

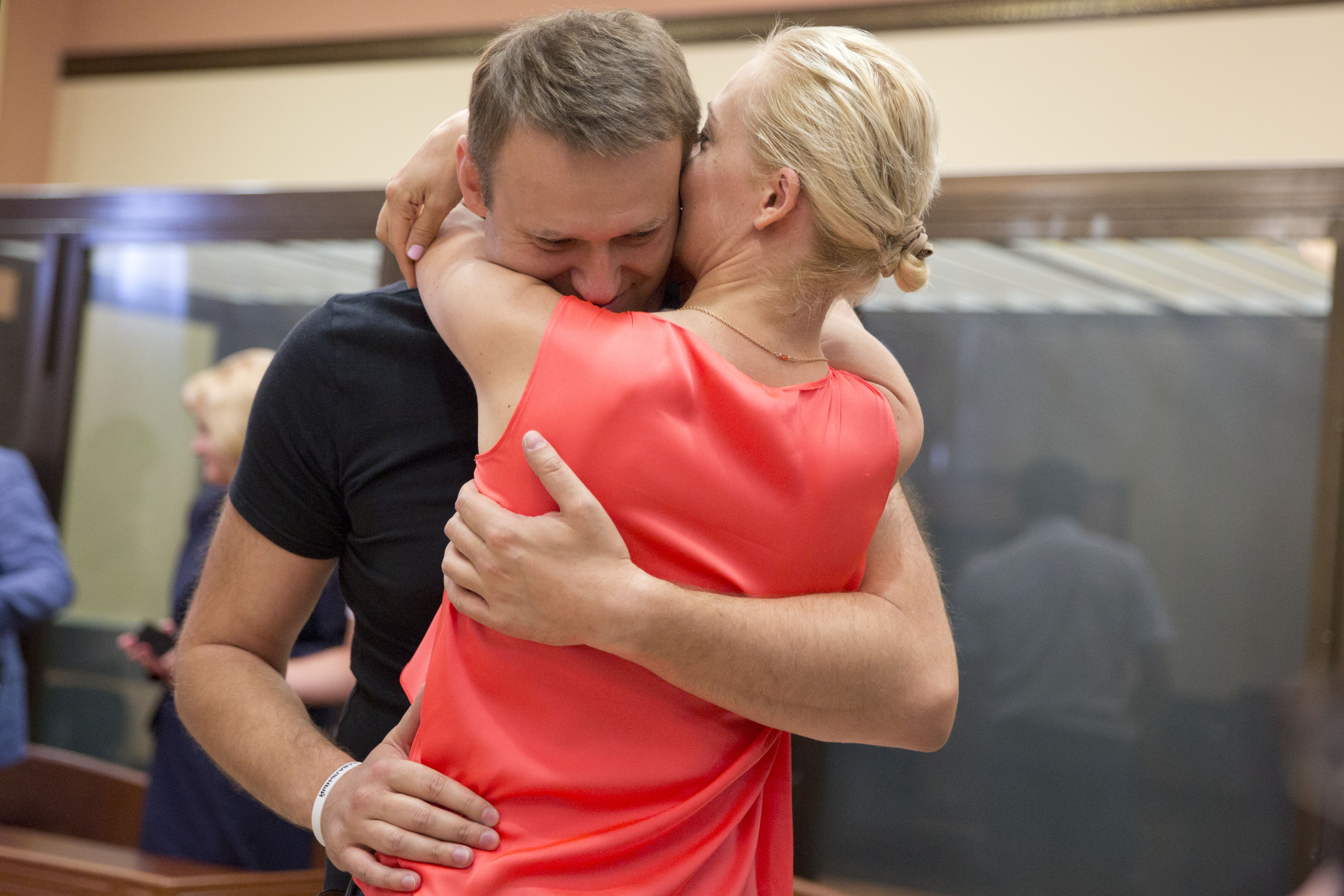
Soții Navalnîi îmbrățișându-se după eliberarea lui Aleksei Navalnîi din arest la 19 iulie 2013

În 2015, postul de radio Eho Moskvî⁠(d) a poziționat-o pe Navalnaia pe locul 67 în clasamentul celor mai influente 100 de femei din Rusia. În 2018, după ce Aleksei Navalnîi a primit o pedeapsă cu suspendare⁠(d), a fost exprimată opinia că Navalnaia ar putea candida la președinție în locul lui. Potrivit personalității publice ruse Ksenia Sobceak, Navalnîi a respins această idee spunând că „voturile nu se transferă”.
În septembrie 2020, după otrăvirea lui Navalnîi, au început să apară opinii că Navalnaia are un rol politic tot mai independent și ar putea deveni o „Tihanovskaia a Rusiei” – lider al întregii opoziții. Astfel, analistul politic Konstantin Kalacev a spus despre ea că „din soția unui politician, ea însăși devine politician”, „are carismă și farmec și își poate înlocui cu ușurință soțul dacă este necesar”; la fel și strategistul politic Abbas Galleamov a tras o paralelă între Navalnaia și Corazon Aquino, soția liderului opoziției din Filipine, care s-a opus regimului dictatorial instaurat timp de douăzeci de ani. Există, de asemenea, opinii că o astfel de întorsătură a evenimentelor este puțin probabilă.
În 2020, scriitorul rus Dmitri Bîkov a spus că Navalnaia i-a amintit de eroina Liudmilei Petrușevskaia⁠(d): „se confruntă cu circumstanțe mai puternice decât ea, dar un miracol o ajută să învingă răul global”.
În ianuarie 2021, postul pro-Kremlin Tsargrad TV⁠(d) a amenințat că va publica materiale intime cu Aleksei Navalnîi dacă Navalnaia ar intenționa să „devină Tihanovskaia în Rusia” și „ar intra în jocuri politice”.